# Poczta rakietowa

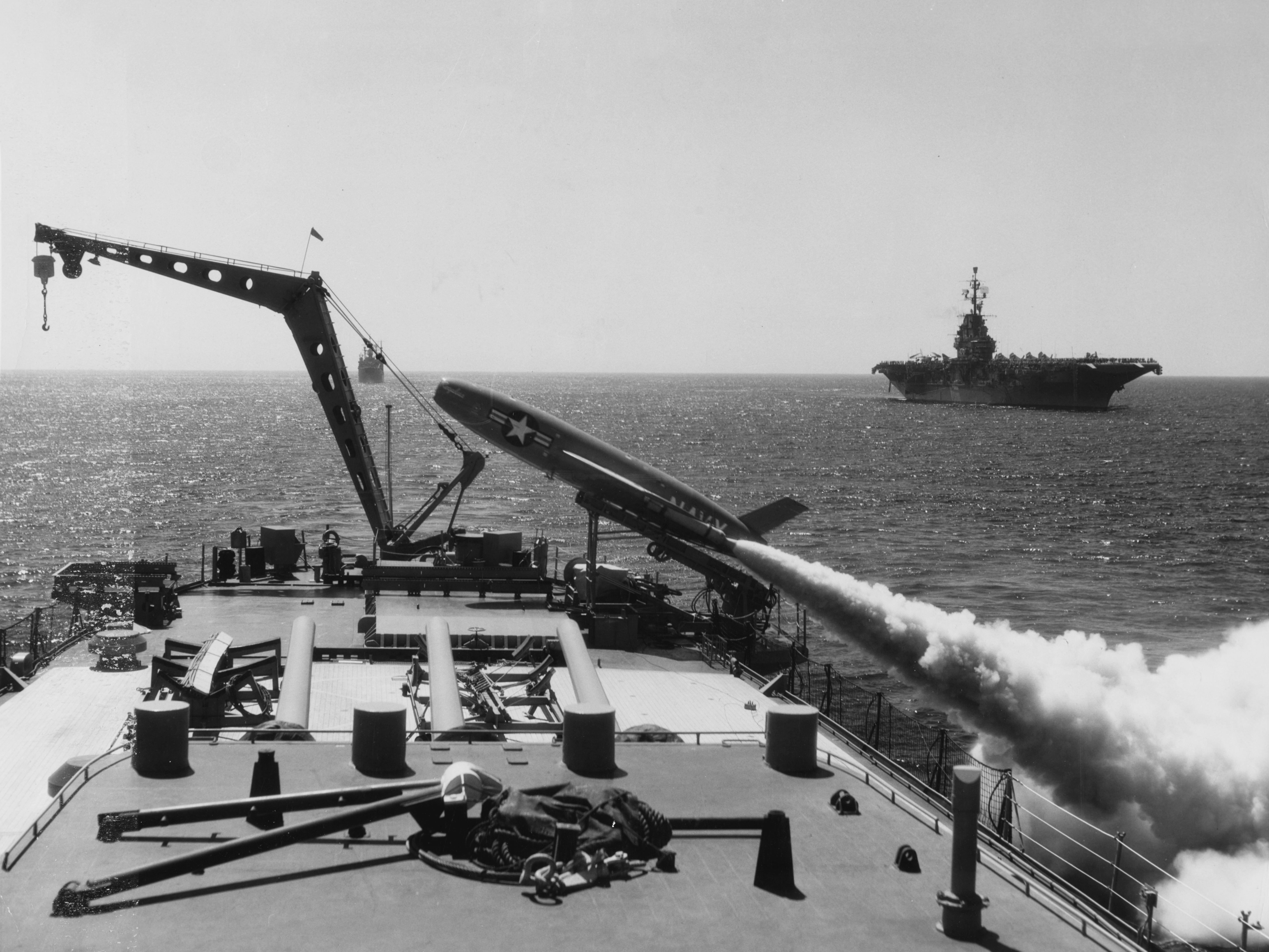
Regulus I podczas odpalenia z krążownika USS "Los Angeles" w 1957. Identyczny pocisk w 1959 r. został wykorzystany do transportu przesyłek pocztowych.

Poczta rakietowa – rodzaj poczty powietrznej, polegający na transporcie przesyłek pocztowych (listy, kartki) za pomocą rakiet. Poczta rakietowa nie weszła do powszechnego użytku, pozostając w fazie eksperymentów.
Po raz pierwszy wysyłano listy w pocisku w 1902 r. ze statku na ląd w kierunku wysp Fidżi. Żadna z przesyłek nie przetrwała takiego transportu. 2 lutego 1931 Friedrich Schmiedl pomyślnie odpalił rakietę zawierającą sto dwie koperty i karty okolicznościowe z austriackiego miasteczka Schöckl do wsi Radegund. Data ta jest uważana za początek poczty rakietowej. 9 września 1931 Schmiedl oficjalnie zainaugurował działalność swojej poczty rakietowej. Poczta ta funkcjonowała przez kolejne dwa lata. W połowie lat 30. XX w. Niemiec Gerhard Zucker podejmował bezskuteczne próby wysyłania poczty przy pomocy pocisków na proch.
Próby uruchomienia poczty rakietowej podejmował w Indiach (1935) Stephen Smith. Jego rakiety pocztowe odbyły osiemdziesiąt lotów m.in. na obszary odcięte od świata wskutek powodzi. Próby użycia rakiet Stephena Smitha podejmowano także w Australii. 
W lipcu 1936 r. rakiety z przesyłkami pocztowymi były odpalane pomiędzy Stanami Zjednoczonymi a Meksykiem. Z kolei 8 czerwca 1959 okręt podwodny USS "Barbero" wystrzeliła z Pomocniczej Jednostki Powietrznej Marynarki w Mayport na Florydzie pocisk kierowany (RGM-6 Regulus), zawierający trzy tysiące listów.